# Ламбик
Ламби́к — обобщенное название семейства сортов пива, которое варят в регионе Пайоттенланд в Бельгии к юго-западу от Брюсселя и в самом Брюсселе с XIII века. Популярными сортами ламбика являются гёз, крик и фрамбуаз.
Ламбик отличается от большинства других сортов пива тем, что его ферментация происходит под воздействием диких дрожжей и бактерий, обитающих в долине Сенны, в отличие от воздействия тщательно культивируемых штаммов пивных дрожжей. Этот процесс придает пиву характерный вкус: сухой, виноградный, сидровый, часто с терпким послевкусием.

## Этимология
Впервые этот напиток упоминается в рекламе 1794 году как allambique. Начальная буква «а» была опущена в начале, так что в рекламе 1811 года он назывался lambicq, хотя в 1829 году его иногда называли alambic. Название может происходить от «аламбик», устройства, используемого для производства местных спиртных напитков, таких как коньяк и женевер (но не используемой для производства ламбика). Пивоварни в Лембеке и его окрестностях, деревне недалеко от Халле, Бельгия, пытались связать ламбик с названием местности.

## Способ приготовления

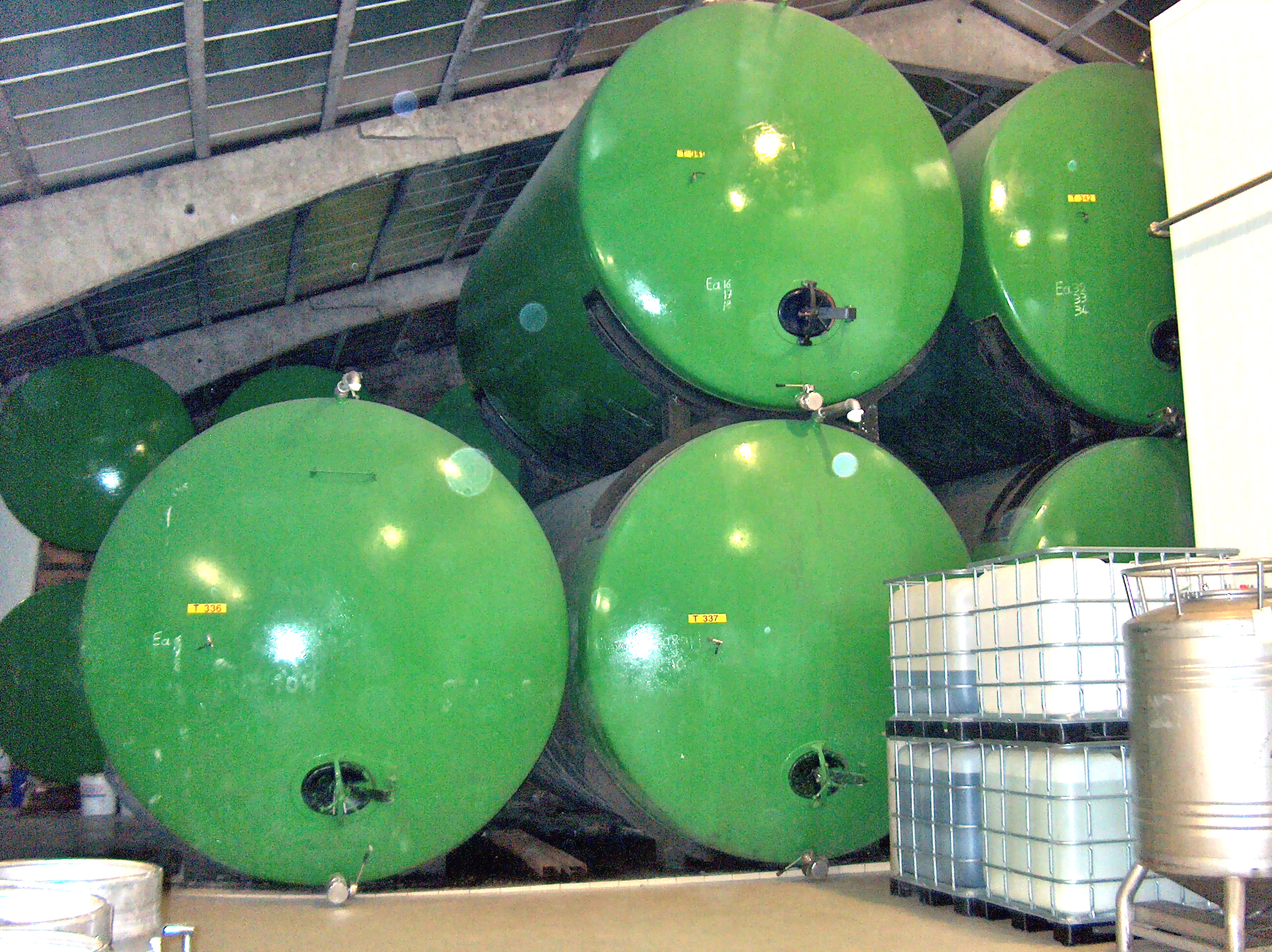
Бочки с ламбиком

Для приготовления ламбика используется ячменный солод и непророщенные зерна пшеницы. Хмель, используемый для производства ламбика, должен вылежаться не менее трех лет для уменьшения аромата и горечи, нежелательных для ламбика.
После варки сусло перекачивается в винные бочки. Брожение происходит за счет находящихся на стенках бочек и в воздухе микроорганизмов, в основном диких дрожжей. Основное брожение длится неделю. Затем пиво выдерживается в течение нескольких лет.

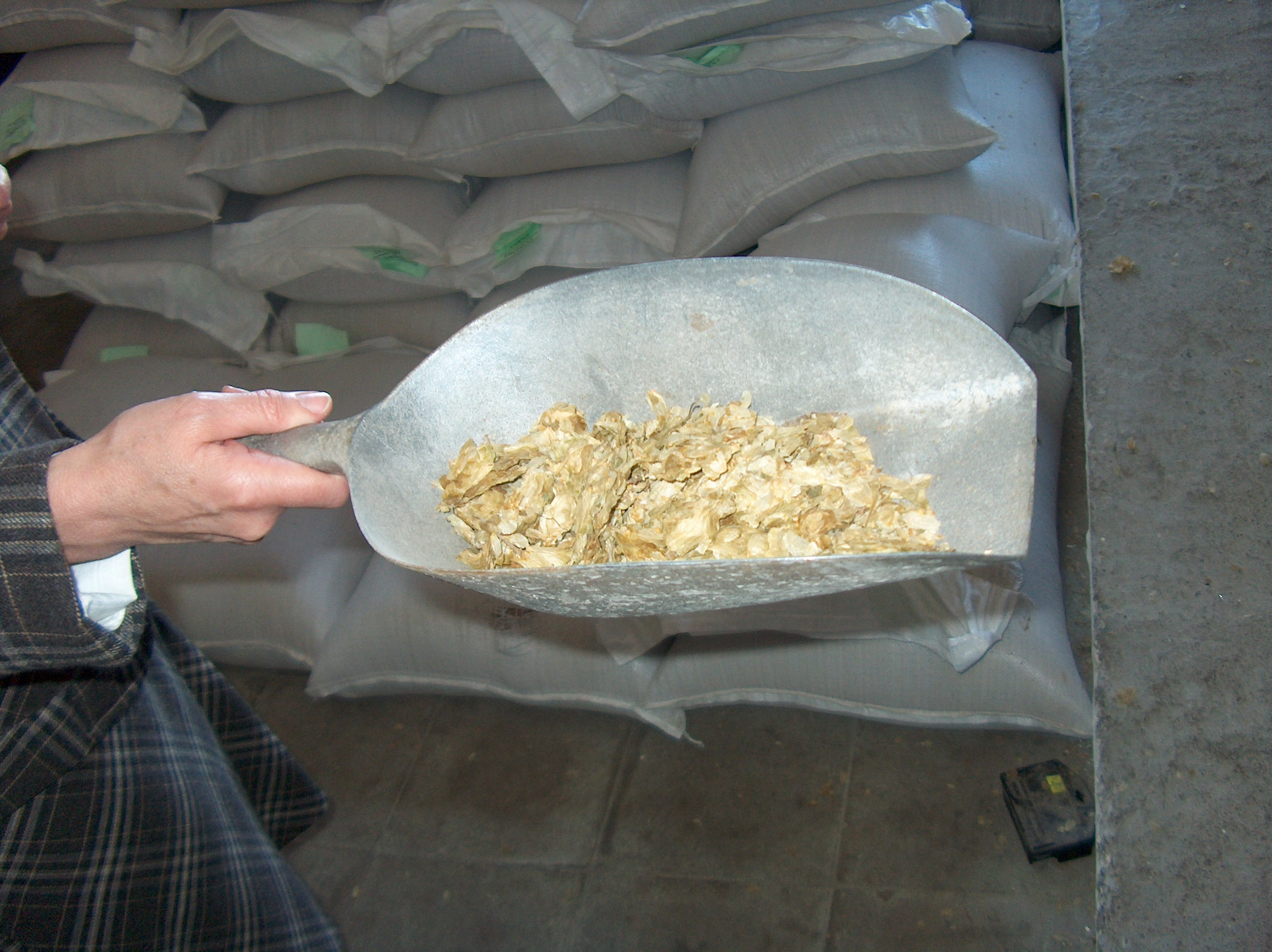
Выдержанный несколько лет сушеный хмель

Как правило, продаваемый ламбик представляет собой смесь различных его сортов. Обычно более молодые сорта смешиваются с более выдержанными для получения желаемого вкуса.
Главной особенностью ламбиков является так называемое спонтанное сбраживание пивного сусла. Это означает, что при производстве ламбиков не используются специально добавляемые культуры пивных дрожжей. 86 различных микроорганизмов были обнаружены в ламбике, хотя доминируют дрожжи Brettanomyces bruxellensis и B. lambicus, характерные для региона Брюсселя, и, очевидно, играющие основную роль при ферментации. Существует всего 6 производителей пива ламбик.

## Сорта ламбика
- Чистый ламбик — негазированный[5].

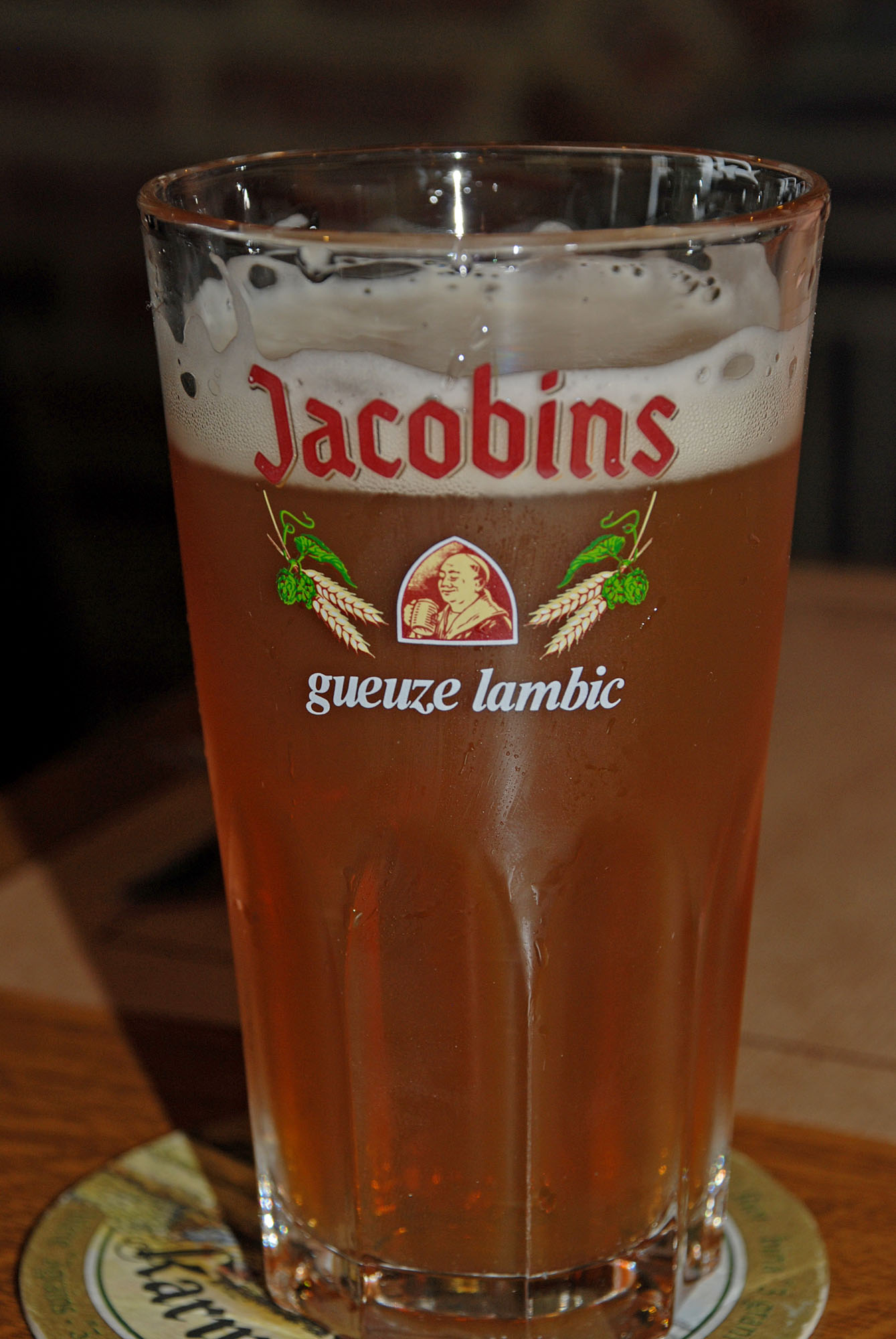
Ламбик

- Гёз (западнофлам. Gueuze), однолетний ламбик, в который добавляют более выдержанное пиво.
- Старый гёз (западнофлам. Oude Gueuze) — старый ламбик, 1-3-5-10 лет выдержки.
- Марс (западнофлам. Mars) — слабоалкогольное пиво.
- Фаро́ (западнофлам. Faro) — сладкое пиво с низким содержанием алкоголя и сахара[5]. Производится как смесь ламбика с намного более легким пивом (не обязательно ламбиком) с добавлением коричневого сахара. Иногда добавляются некоторые травы.
- Крик (западнофлам. Kriek) — ламбик с добавлением свежей вишни в процессе пивоварения.
- Фрукто́вый ламби́к — ламбик с добавлением свежих фруктов, но не вишни: Фрамбуаз, малиновый ламбик, персиковый пешерес[англ.] и другие.